# Zielonczyn (Sicienko)
Zielonczyn (deutsch Strzelewo-Kolonie, Grünberg) ist ein Dorf in der Landgemeinde Sicienko im Powiat Bydgoski in der Woiwodschaft Kujawien-Pommern, Polen.

## Lage
Der Ort liegt etwa 15 km westlich der Stadt Bydgoszcz.

## Geschichte
Das Dorf wurde 1848 als Strzelewo-Kolonie gegründet, als Graf Bniński Parzellen von 10 Morgen Land verkaufte, auf dem sich 10 zur Hälfte polnische und deutsche Familien niederließen. Im Jahre 1863 wurde der Name in Gruneberg geändert. Zwischen dem 24. und 26. Januar 1945 fanden in der Nähe des Ortes blutige Kämpfe zwischen Einheiten der Roten Armee und dem Waffen-Füsilier-Bataillon der SS 15 der 15. Waffen SS-Grenadier-Division "Lettland" statt.